# Досталь, Франк
Франк Досталь (нем. Frank Dostal, 16 декабря 1945, Фленсбург, Советская зона оккупации Германии — 18 апреля 2017, Гамбург, Германия) — немецкий певец, автор песен, продюсер.

## Биография
Ранние годы провел в Гамбурге и преимущественно проживал там. Всего за четверть до окончания школы и получения аттестата зрелости (нем. Abitur) он бросил её, чтобы посвятить себя музыке. В 1966 году он выиграл конкурс талантов в составе группы The Faces, затем некоторое время, в течение 1966—1967 годов, участвовал в коллективе The Rattles. В 1968 году вместе с Ахимом Райхелем основал собственную рок-группу Wonderland, где, помимо ведущего вокала, он исполняет бас-гитарные партии и играет на органе. К этому же периоду относятся его первые попытки попробовать себя в качестве поэта-песенника: он пишет стихи на мелодии Райхеля.
Со временем прекратил выступления в качестве исполнителя и сосредоточился на написании текстов песен. К середине 1970-х годов плоды его творчества часто стали подниматься на высокие позиции в немецком хит-параде, но мировая известность пришла к нему, когда продюсер Рольф Сойя пригласил его принять участие в написании хитов для дуэта Baccara. Результатом их совместной работы стали европейские хиты «Yes Sir, I Can Boogie», «Sorry, I'm a Lady» и «Parlez-vous français?».
Состоял в наблюдательном совете (нем. Aufsichtsrat) немецкой организации по защите прав исполнителей GEMA.
Был женат на Мэри МакГлори, бывшей басистке бит-группы The Liverbirds. В браке родились двое детей.